# Luís Cunha

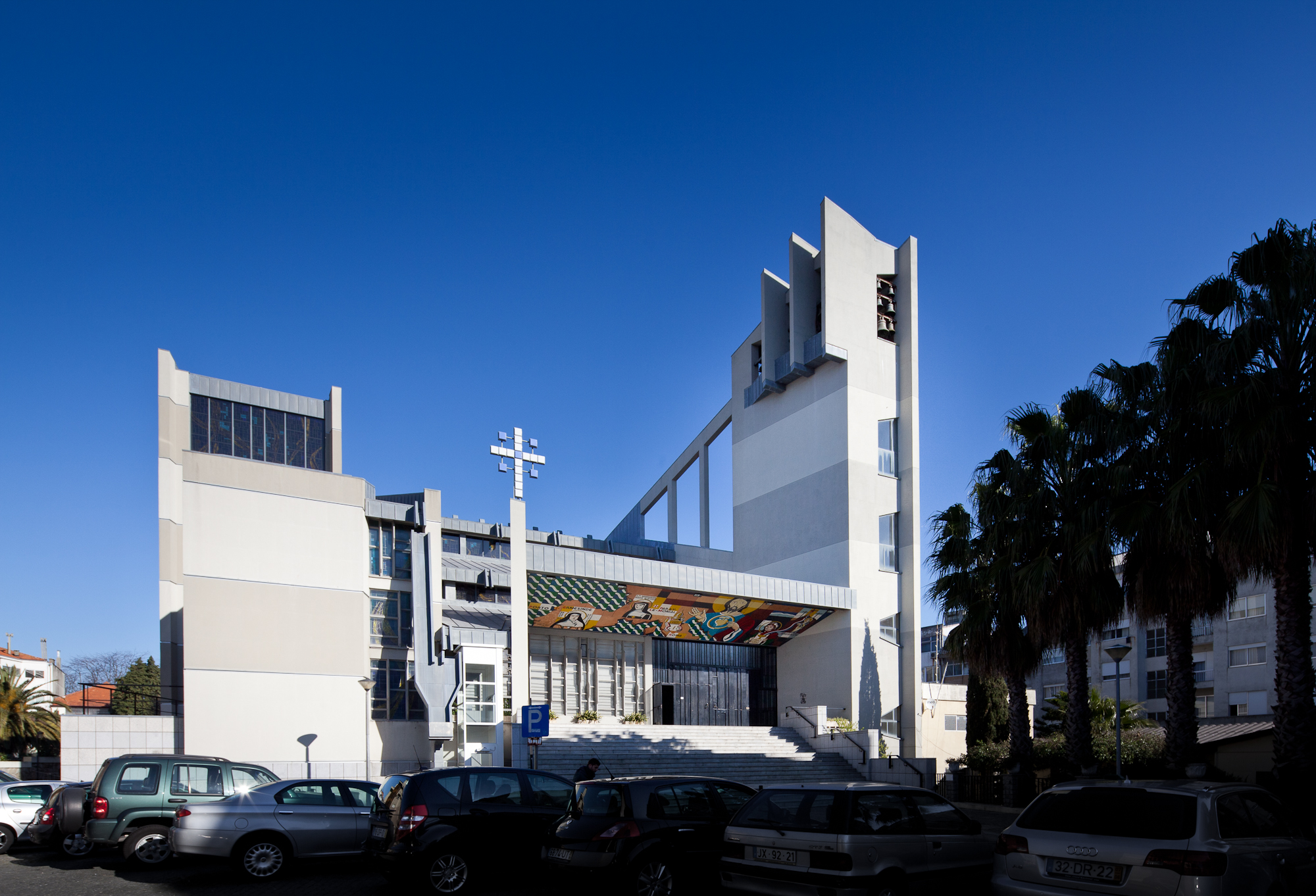
Igreja paroquial do Carvalhido, no Porto, de 1969

Luís Cunha (Porto, 14 de abril de 1933 — Lisboa, 28 de janeiro de 2019) foi um arquiteto português.

## Vida e Obra
Em 1953 obteve o seu diploma na Escola de Belas-Artes do Porto.
Para além da sua atividade principal, tem-se dedicado também ao desenho e à pintura, procurando integrar essas formas plásticas na arquitetura. Até aos inícios da década de 1980, projetou inúmeras igrejas, que marcou com o seu estilo modernista tardio: a igreja junto ao Cristo-Rei de Almada; as igrejas de Santa Joana Princesa e Nossa Senhora de Fátima em Aveiro; um convento e seminário em Braga; a igreja e o convento dominicanos em Fátima e uma residência para religiosas, no mesmo santuário; as igrejas do Carvalhido e de Nevogilde, na cidade do Porto; uma residência para religiosas na freguesia  da Parede; uma igreja em Ponta Delgada (Açores); a igreja do Pindelo, em Oliveira de Azeméis e a igreja da Portela de Sacavém.
Para além de edifícios religiosos, também projetou edifícios de caráter administrativo e de habitação, de que são exemplo: um auditório para Ponta Delgada (Açores); a sede do Diário do Minho, em Braga; um conjunto habitacional em Penafiel, uma proposta para nova Assembleia Regional dos Açores, na Horta; um arranjo da praça e edifícios para Vila do Conde; as novas instalações da Universidade Católica Portuguesa, em Lisboa.
Dedicou-se aos problemas do urbanismo, tendo participação na conceção do Plano de Urbanização do Porto. Traçou projetos turísticos para a ilha açoriana de São Miguel e apresentou uma proposta para a reconstrução de Angra do Heroísmo, após o terramoto de 1 de janeiro de 1980. Esteve ao serviço da Câmara Municipal do Porto até 1966, depois disso tem trabalhado em regime de profissão liberal, nas cidades do Porto e Lisboa.
Faleceu aos 85 anos em Lisboa, sendo sepultado no Cemitério de Carnide.